# Karl Brauneder
Karl Brauneder (* 13. März 1960 in Vösendorf, Niederösterreich) ist ein ehemaliger österreichischer Fußballspieler auf der Position eines Verteidigers sowie Mittelfeldspielers. Mit Rapid Wien konnte der mehrmalige Nationalspieler das Finale im Europapokal der Pokalsieger 1985 erreichen.

## Karriere

### Als Spieler
Karl Brauneder absolvierte seine ersten Spiele in der österreichischen Bundesliga für den Wiener Sport-Club, mit dem er bereits in der ersten Saison 1979 überraschend Vizemeister wurde. Obgleich er mit der Mannschaft diesen Erfolg in der Folgezeit nicht wiederholen konnte, wurde er bald in die Nationalmannschaft berufen, für die er am 19. Mai 1982 beim 1:0-Sieg über Dänemark debütierte. Im Sommer 1983 wechselte der Fußballspieler zu Rapid Wien, wo er gleich mit dem Pokalsieg über die FK Austria Wien seinen ersten Titel gewinnen konnte. Seinen Karrierehöhepunkt in Hütteldorf erlebte Karl Brauneder mit dem Einzug ins Finale des Europapokal der Pokalsieger 1984/85, wo er jedoch dem FC Everton mit 1:3 unterlag. Nach zwei weiteren Siegen im ÖFB-Cup sowie zwei Titel in der Meisterschaft wechselte er im Winter 1990/91 zum Zweitligisten FC VOEST Linz (dem späteren FC Stahl Linz), mit dem er prompt in die Bundesliga aufstieg. Nach einem Jahr in Oberösterreich kehrte Karl Brauneder allerdings wiederum nach Hütteldorf zu Rapid Wien zurück, wo er seine letzten Bundesligaspiele absolvierte. Zum Ende seiner Karriere war er in der Regionalliga Ost tätig.

### Als Trainer
Während seiner Trainertätigkeit beim BNZ Admira Wacker entdeckte er u. a. Erwin Hoffer und verpasste ihm auch den Spitznamen „Jimmy“.
Ab Sommer 2008 trainierte er den Traditionsverein 1. Simmeringer SC in der Oberliga A, den er auch sofort zum Meistertitel verhalf und somit wieder in die Wiener Stadtliga führte, legte jedoch am 18. Mai 2010 nach einem Unentschieden gegen IC Favoriten überraschend sein Amt als Trainer trotz des damaligen zweiten Tabellenplatzes zurück. Zuletzt engagierte sich Brauneder als Sportlicher Leiter beim FC Mariahilf.

## Stationen

### Als Spieler
- ASV Vösendorf (bis 1978)[7]
- Wiener Sport-Club (1978–1983)
- SK Rapid Wien (1983–1991)
- FC Stahl Linz (1991–1992)
- SK Rapid Wien (1992–1994)
- VfB Mödling (1994–1995)
- SV Sigleß (1995)
- ASKÖ Klingenbach (1996–1998)

### Als Trainer
- BNZ Admira Wacker (?)
- 1. Simmeringer SC U17 (2006–2008)
- 1. Simmeringer SC (2008–2010)

### Als Funktionär
- FC Mariahilf (2010–) – Sportlicher Leiter

## Erfolge

### Als Spieler
- 1 × Finalist im Europapokal der Pokalsieger: 1985
- 2 × Österreichischer Meister: 1987, 1988
- 4 × Österreichischer Vizemeister: 1979, 1984, 1985, 1986
- 3 × Österreichischer Cupsieger: 1984, 1985, 1987
- 2 × Österreichischer Cupfinalist: 1986, 1990, 1991, 1993
- 19 Länderspiele und 1 Tor für die österreichische Fußballnationalmannschaft von 1982 bis 1988[8]

### Als Trainer
- 1 × Meister Oberliga A: 2009